# Font dels Estanys (Avellanos)
La Font dels Estanys és una font del terme municipal de Sarroca de Bellera (antic terme ribagorçà de Benés, del Pallars Jussà, dins del territori del poble d'Avellanos.
Està situada a 1.339 m d'altitud, al sud-oest d'Avellanos, a la partida dels Estanys. És una de les tres fonts, juntament amb la de Canarill i la de Davall, que subministraven aigua al poble d'Avellanos.